# 대한민국 형법 제324조의3
대한민국 제324조의3는 인질상해·치상에 대한 형법각칙의 조문이다.

## 조문
제324조의3(인질상해·치상) 제324조의2의 죄를 범한 자가 인질을 상해하거나 상해에 이르게 한 때에는 무기 또는 5년 이상의 징역에 처한다.
[본조신설 1995.12.29]

第324條의3(人質傷害·致傷) 第324條의2의 罪를 犯한 者가 人質을 傷害하거나 傷害에 이르게 한 때에는 無期 또는 5年 이상의 懲役에 處한다.
[本條新設 1995.12.29.]

## 참고 문헌
- 김재윤, 손동권, 『새로운 형법각론』, 율곡출판사, 2013. ISBN 9788997428342

## 같이 보기
- 상해죄
- 치상죄